# Play the Game
"Play the Game" là tên một bài hát của ban nhạc Queen. Đây là bài hát đầu tiên ở mặt trên trong album 1980 của họ, album The Game. Bài hát mở đầu với một loạt âm thanh, báo trước việc sử dụng nhạc cụ điện tử trong bài hát. Họ dã trình diễn bài hát trong các buổi công diễn từ năm 1980 đến năm 1982. Trong video nhạc, đằng sau Freddy Mercury và ban nhạc đang biểu diễn, là nền có hình ảnh ngọn lửa cháy đỏ rực. Các thành viên trong ban nhạc đều được quay cận cảnh.